# Gibraltar Premier Cup
La Gibraltar Premier Cup, conosciuta anche come Senior Cup, è stata la coppa di lega di Gibilterra.

## Albo d'oro
| Edizione | Vincitrice       | Finalista     | Risultato    |
| -------- | ---------------- | ------------- | ------------ |
| 2013-14  | Lincoln Red Imps | Manchester 62 | 3-0          |
| 2014-15  | Europa FC        | St Joseph's   | 2-1 (d.t.s.) |

### Vittorie per club
| Club             | Vittorie | Sconfitte | Edizioni vincenti |
| ---------------- | -------- | --------- | ----------------- |
| Lincoln Red Imps | 1        | -         | 2013/14           |
| Europa FC        | 1        | -         | 2014/15           |
| Manchester 62    | -        | 1         |                   |
| St Joseph's      | -        | 1         |                   |